# 雉岳山 (映画)
『雉岳山』（ちあくさん、原題：치악산、英題：MOUNT CHIAK）は、2023年の韓国映画。
韓国の江原道に実在する山・雉岳山を舞台とした、「雉岳山18分割連続殺人事件」と呼ばれる都市伝説に着想を得て製作されたリアリティホラー。

韓国では作品の公開発表後、この都市伝説が実話であるかが人々の関心を誘い、大きな話題と呼んだ。雉岳山を管轄する江原道・原州市の警察へ電話が殺到し、警察が「事件記録自体なく、事実無根である」と発表する事態に至った。加えて、原州市側と市民団体からも、「地域のイメージが著しく損なわれる危険性がある」として製作会社に対し上映禁止仮申請が出され、公開中止を求める訴訟にまで発展した経緯がある。
日本では、2024年8月23日に東京・シネマート新宿ほか劇場にて公開。

## ストーリー
マウンテンバイク・サークルのメンバーであるミンジュン（ユン・ギュンサン）、ヤンべ（ヨン・ジェウク
）、スア（ペ・グリン）、イサク（イ・テファン）は、次なるダウンヒルの目的地を雉岳山雉岳山とし、ミンジュンの従妹であるヒョンジ（キム・イェウォン）も連れて山へ向かっていた。道中、イサクが雉岳山の都市伝説について話題に挙げるが、ミンジュンたちはただの噂話として気に留める様子はない。また、謎の老婆に遭遇し「ここに来るな。来たら全員、死んじまう」と告げられるが、彼らは引き返すことはなく、雉岳山の麓にあるかつてヒョンジの父が使っていた山小屋へと向かう。
到着後は、ダウンヒルのコースを確認したり、宿でくつろいだりとそれぞれの時間を過ごすメンバーたち。すると突然、大きな揺れと赤い光が起こり、ヒョンジはうつろな様子で何かを見つめていた。
山小屋に置かれたシュメール文字の本、何かに荒らされた食べ物、カメラに映る謎の手、崩れたはずの石…、不可解な現象に疑問を抱き始めた時、再び赤い光が彼らを襲い、さまざまな異変が身に降りかかる――。

## キャスト
- ミンジュン - ユン・ギュンサン
- ヒョンジ - キム・イェウォン
- イサク - イ・テファン（朝鮮語版）
- スア - ペ・グリン
- ヤンベ - ヨン・ジェウク（朝鮮語版）